# Vasco da Gama (oraș)
Vasco da Gama este un oraș în Goa.